# Bandy i Belgien
Bandy i Belgien

## Historia
Belgien deltog i Europamästerskapet 1913. I dag spelas ingen organiserad bandy i Belgien. Belgien är inte med i världsbandyförbundet "Federation of International Bandy".